# Бусе (Алье)
Бусе́ (фр. Boucé) — коммуна во Франции, находится в регионе Овернь. Департамент коммуны — Алье. Входит в состав кантона Варен-сюр-Алье. Округ коммуны — Виши.
Код INSEE коммуны — 03034.

## Население
Население коммуны на 2008 год составляло 556 человек.
| 1962 | 1968 | 1975 | 1982 | 1990 | 1999 | 2008 |
| ---- | ---- | ---- | ---- | ---- | ---- | ---- |
| 612  | 650  | 602  | 575  | 532  | 512  | 556  |

## Экономика
В 2007 году среди 321 человек в трудоспособном возрасте (15—64 лет) 237 были экономически активными, 84 — неактивными (показатель активности — 73,8 %, в 1999 году было 73,3 %). Из 237 активных работали 221 человек (122 мужчины и 99 женщин), безработных было 16 (7 мужчин и 9 женщин). Среди 84 неактивных 27 человек были учениками или студентами, 22 — пенсионерами, 35 были неактивными по другим причинам.